# Rockstar London
Rockstar London è un'azienda britannica produttrice di videogiochi di proprietà di Rockstar Games. Lo studio ha sede a Londra. Tra i videogiochi sviluppati figurano Manhunt 2 e il porting per PlayStation Portable di Midnight Club: Los Angeles (chiamato Midnight Club: L.A. Remix). Venne fondata nel 2006, l'anno successivo svilupparono Manhunt 2 per PS2 e Windows. Nel 2008 pubblicarono Midnight Club: L.A. Remix per la PS Portable.

## Videogiochi sviluppati
| Videogioco                | Anno di pubblicazione | Piattaforme                                | Note                           |
| ------------------------- | --------------------- | ------------------------------------------ | ------------------------------ |
| Manhunt 2                 | 2007                  | PlayStation 2, Microsoft Windows           |                                |
| Midnight Club: L.A. Remix | 2008                  | PlayStation Portable                       |                                |
| Max Payne 3               | 2012                  | PlayStation 3, Xbox 360, Microsoft Windows | Come parte di Rockstar Studios |